# Mika Kuusisto
Mika Juhani Kuusisto (* 13. Dezember 1967 in Jurva) ist ein ehemaliger finnischer Skilangläufer.

## Werdegang
Kuusisto hatte seinen ersten internationalen Erfolg bei den Nordischen Junioren-Skiweltmeisterschaften 1986 in Lake Placid. Dort gewann er die Bronzemedaille mit der Staffel. Im folgenden Jahr holte er bei den Nordischen Junioren-Skiweltmeisterschaften in Asiago die Silbermedaille über 10 km. Sein erstes Weltcupeinzelrennen lief er im März 1987 in Lahti, das er auf dem 26. Platz über 30 km Freistil beendete. Im März 1990 holte er in Örnsköldsvik mit dem 15. Platz über 30 km klassisch seinen ersten Weltcuppunkt. Bei den Weltmeisterschaften 1991 im Val di Fiemme und bei den Olympischen Winterspielen 1992 in Albertville gewann er jeweils die Bronzemedaille mit der Staffel. Zudem errang er in Albertville den 26. Platz über 30 km klassisch und den 23. Platz über 50 km Freistil. Im März 1993 wurde er beim Weltcup in Lahti Dritter mit der Staffel. In der Saison 1993/94 kam er dreimal in die Punkteränge und errang mit dem 33. Platz im Gesamtweltcup sein bestes Gesamtergebnis. Dabei erreichte er in Falun mit dem vierten Platz über 30 km klassisch sein bestes Einzelergebnis im Weltcup und errang zudem in Lahti erneut den dritten Platz mit der Staffel. In der folgenden Saison siegte er in Oslo mit der Staffel und lief in Sapporo auf den dritten Platz mit der Staffel. Sein letztes Weltcuprennen absolvierte er im Dezember 1998 in Davos, das er auf dem 41. Platz über 30 km klassisch beendete.  Bei finnischen Meisterschaften siegte er im Jahr 1990 über 50 km und im Jahr 1991 in der Verfolgung.

## Teilnahmen an Weltmeisterschaften und Olympischen Winterspielen

### Olympische Spiele
- 1992 Albertville: 3. Platz Staffel, 23. Platz 50 km Freistil, 26. Platz 30 km klassisch

### Nordische Skiweltmeisterschaften
- 1991 Val di Fiemme: 3. Platz Staffel, 19. Platz 10 km klassisch, 24. Platz 30 km klassisch

## Platzierungen im Weltcup

### Weltcup-Statistik
Die Tabelle zeigt die erreichten Platzierungen im Einzelnen.
- 1.–3. Platz: Anzahl der Podiumsplatzierungen
- Top 10: Anzahl der Platzierungen unter den ersten zehn
- Punkteränge: Anzahl der Platzierungen innerhalb der Punkteränge
- Starts: Anzahl gelaufener Rennen in der jeweiligen Disziplin
- Hinweis: Bei den Distanzrennen erfolgt die Einordnung gemäß FIS.

| Platzierung         | Distanzrennen a | Distanzrennen a | Distanzrennen a | Distanzrennen a | Distanzrennen a | Skiathlon Verfolgung | Sprint | Etappen- rennen b | Gesamt | Team c | Team c  |
| Platzierung         | ≤ 5 km          | ≤ 10 km         | ≤ 15 km         | ≤ 30 km         | > 30 km         | Skiathlon Verfolgung | Sprint | Etappen- rennen b | Gesamt | Sprint | Staffel |
| ------------------- | --------------- | --------------- | --------------- | --------------- | --------------- | -------------------- | ------ | ----------------- | ------ | ------ | ------- |
| 1. Platz            |                 |                 |                 |                 |                 |                      |        |                   |        |        | 1       |
| 2. Platz            |                 |                 |                 |                 |                 |                      |        |                   |        |        |         |
| 3. Platz            |                 |                 |                 |                 |                 |                      |        |                   |        |        | 5       |
| Top 10              |                 |                 | 1               | 2               |                 |                      |        |                   | 3      |        | 9       |
| Punkteränge         |                 | 1               | 7               | 4               | 2               | 1                    |        |                   | 15     |        | 10      |
| Starts              |                 | 7               | 12              | 18              | 5               | 3                    |        |                   | 45     |        | 10      |
| Stand: Karriereende |                 |                 |                 |                 |                 |                      |        |                   |        |        |         |

### Weltcup-Gesamtplatzierungen
| Saison  | Platz | Punkte |
| ------- | ----- | ------ |
| 1989/90 | 60.   | 1      |
| 1990/91 | 37.   | 6      |
| 1991/92 | 36.   | 8      |
| 1992/93 | 79.   | 8      |
| 1993/94 | 33.   | 72     |
| 1994/95 | 42.   | 49     |
| 1995/96 | 73.   | 7      |